# Perfect Spirit
Perfect Spirit, född 2 april 2014 på Hanover Shoe Farms i Hanover i Pennsylvania, är en amerikansk varmblodig travhäst. Han inledde karriären i Nordamerika, där han tränades och kördes av Åke Svanstedt. Sedan januari 2018 tränades han av Daniel Redén i Sverige och kördes av Örjan Kihlström.
Perfect Spirit tävlade mellan 2016 och 2020 och sprang in totalt 10,1 miljoner kronor på 42 starter varav 19 segrar, 5 andraplatser och 2 tredjeplatser. Han tog karriärens största segrar i Hambletonian Stakes (2017). Han har även segrat i stora lopp som Konung Gustaf V:s Pokal (2018) och Sprintermästaren (2018).

## Karriär

### Nordamerika
Perfect Spirit började tävla som tvååring i juli 2016 och tog sin första seger i den femte starten. Under treåringssäsongen segrade Perfect Spirit i Hambletonian Stakes, som är det största loppet för treåriga travare. Perfect Spirit kom på tredje plats i försöksheatet och kvalificerade sig därmed till final. I finalheatet kom han i mål som tvåa, men då ettan What The Hill diskats för trängning stod Perfect Spirit och Svanstedt som vinnare. I slutet av 2017 meddelades det att Perfect Spirit skulle flyttas över till Sverige, då det fanns fler lopp att välja på där.

### Sverige
Perfect Spirit debuterade på svensk mark den 17 april 2018 i ett fyraåringslopp på den nya hemmabanan Solvalla. Han segrade direkt i debuten. Samma år vann han även de stora fyraåringsloppen Konung Gustaf V:s Pokal och Sprintermästaren, båda loppen tillsammans med kusken Örjan Kihlström.
Hans ägare SRF Stable meddelade i november 2020 att Perfect Spirit avslutar sin tävlingskarriär för att bli avelshingst vid Skråmsta Stuteri.